# Sławomir Lachowski
Sławomir Mieczysław Lachowski (ur. 1 stycznia 1958 w Końskich) – polski ekonomista i menedżer bankowy; autor publikacji z dziedziny przywództwa, zarządzania w biznesie, innowacji w finansach.

## Życiorys
Sławomir Lachowski ukończył z wyróżnieniem studia ekonomiczne w Szkole Głównej Planowania i Statystyki (obecnie Szkoła Główna Handlowa) na Wydziale Handlu Zagranicznego, otrzymując tytuł magistra ekonomii. Studiował ponadto ekonomię na Uniwersytecie Jana Gutenberga w Moguncji (1980/1981 i 1988/1989) oraz na Uniwersytecie w Zurychu (1983–1984). Ukończył Advanced Management Programme – INSEAD Fontainebleau (1997) oraz Stanford Executive Program (SEP), Stanford University, USA (2002). 

## Praca zawodowa
W latach 1983–1990 pracował jako asystent i starszy asystent w Instytucie Rozwoju Gospodarczego Szkoły Głównej Planowania i Statystyki w Warszawie, gdzie brał udział w pracach zespołu, którym kierował Leszek Balcerowicz, zajmującym się problemami transformacji gospodarki centralnie planowanej w system gospodarki rynkowej. W latach 1987–1992 był właścicielem firmy doradczej Intexim Centrum Analiz Ekonomicznych, specjalizującej się w analizach ekonomiczno-finansowych projektów inwestycyjnych, doradztwie strategicznym, restrukturyzacji finansowej, operacyjnej, technicznej i technologicznej.
W styczniu 1993 rozpoczął pracę w Powszechnym Banku Gospodarczym w Łodzi, gdzie pełnił funkcję członka zarządu banku odpowiedzialnego za restrukturyzację portfela złych długów i przedsiębiorstw, będących dłużnikami banku. Bank zrealizował program naprawczy, w ramach którego zastosowano innowacyjne metody restrukturyzacji finansowej, w tym zamianę wierzytelności na akcje przedsiębiorstw. To doprowadziło do powstania PBG Funduszu Inwestycyjnego, pierwszego w Polsce funduszu inwestycyjnego o charakterze restrukturyzacyjnym. W latach 1996–1998 był wiceprezesem zarządu, a następnie pierwszym zastępcą prezesa zarządu Banku Gospodarczego S.A. w Łodzi, odpowiedzialnym za bankowość detaliczną, korporacyjną i inwestycyjną.
Od 1998 do 2000 pełnił funkcję wiceprezesa zarządu Powszechnej Kasy Oszczędności BP będąc początkowo odpowiedzialnym za bankowość detaliczną, a następnie także za wszystkie pozostałe linie biznesowe: bankowość korporacyjną, inwestycyjną i rynek mieszkaniowy. Nadzorował w tym czasie restrukturyzację PKO BP oraz opracowanie nowej strategii rozwoju. W ramach nowej strategii, bank, pod nową nazwą PKO Bank Polski, miał się przekształcić z kasy oszczędnościowej, oferującej proste produkty oszczędnościowe, w nowoczesny bank uniwersalny obecny we wszystkich segmentach rynku klientów indywidualnych, korporacyjnych i instytucjonalnych. W pierwszym roku wdrażania nowej strategii bank pozyskał blisko milion nowych klientów detalicznych.
W maju 2000 rozpoczął pracę w BRE Banku jako członek zarządu z misją zbudowania bankowości detalicznej od podstaw. W efekcie tych działań 27 listopada 2000 uruchomiono mBank, pierwszy w pełni internetowy bank w Polsce i Europie Środkowo-Wschodniej. Rok później powstał MultiBank oferujący swoje usługi dla osób zamożnych, przedsiębiorców i małych przedsiębiorstw. mBank i MultiBank zmieniły obraz nowoczesnej bankowości detalicznej w Polsce. mBank był pierwszym w pełni wirtualnym bankiem w kraju i w ciągu 5 lat działalności stał się jednym z 10 największych tego typu instytucji w Europie. W latach 2004–2008 Sławomir Lachowski pełnił funkcję prezesa zarządu BRE Banku, w tym okresie bank awansował do grona trzech największych banków w Polsce pod względem wielkości aktywów, a jego wartość mierzona kapitalizacją rynkową wzrosła dziesięciokrotnie. Sławomir Lachowski był prekursorem idei stworzenia pan-europejskiego banku na bazie jednolitego paszportu europejskiego. mBank miał ambitne plany ekspansji na rynki UE począwszy od krajów Europy Środkowo-Wschodniej, a następnie na rynki krajów Europy Zachodniej, gdzie wielu Polaków przebywało na zarobkowej emigracji. W listopadzie 2007 mBank uruchomił swoją działalność w Czechach i w Słowacji, a w grudniu otworzył Centrum Finansowe w Londyńskim Citi. W 2023 mBank miaa łącznie ponad 5,7 mln klientów indywidualnych. 
Sławomir Lachowski odszedł z BRE banku po konflikcie z głównym akcjonariuszem Commerzbank w związku z planem ekspansji mBank-u w Europie. Akcje BRE Banku spadły o 9%, a wartość BRE Banku o ponad 1 miliard zł w ciągu jednego dnia, kiedy ogłoszono jego odejście.
Sławomir w latach 2013–2015 był prezesem FM Bank PBP i dokonał integracji FM Bank oraz PBP Bank − działający pod nazwą BIZ Bank, koncentrując się na obsłudze mikroprzedsiębiorstw i profesjonalistów pracujących na własny rachunek. BIZ Bank wspierał przedsiębiorców poprzez finansowanie projektów inwestycyjnych na preferencyjnych warunkach przy wykorzystaniu programów rządowych i UE, a także oferował produkty profilowane dla podmiotów na każdym etapie rozwijania działalności gospodarczej, od profesjonalistów pracujących na własny rachunek, przez startupy i mikro-firmy, aż po małe i średnie przedsiębiorstwa. W tym samym czasie jako marka FM Bank PBP powstał Bank Smart – mobilny bank cyfrowy oparty na koncepcji „mobile-first”, czyli start-upu bankowego „stworzonego, żeby być na smartfonie”.
W latach 2016–2021 kierował projektem budowy Golden Sand Banku z siedzibą w Gibraltarze.
W 2019 założył Fair Place Finance jako fintech specjalizujący się w budowie innowacyjnych rozwiązań IT dla instytucji finansowych. Od 2021 jest przewodniczącym Rady Nadzorczej Fair Place Finance S.A. Firma ta opracowała autorskie rozwiązania systemu transakcyjnego do obsługi zleceń na GPW, który był certyfikowany przez GPW i KDPW, systemu transakcyjnego umożliwiającego dostęp do giełd zagranicznych i platform MTF (Multilateral Trading Facility), także system prezentacji i dystrybucji danych rynkowych, aplikacje mobilne i aplikację www do usług maklerskich i innych inwestycji. Fair Place Finance stworzyła własną platformę technologiczną na potrzeby oferty inwestycyjnej dla klientów indywidualnych, którą oferuje na bazie Software as a Service. Platforma charakteryzuje się integracją inwestycji i finansów osobistych w jednej aplikacji mobilnej, co pozwala na zarządzanie swoim majątkiem w jednym miejscu.

## Działalność społeczna
Sławomir Lachowski wraz z Marzeną Lachowską oraz Filipem Lachowskim w 2008 założył Fundację Ex Litteris Libertas, której celem jest wyrównanie szans rozwoju dzieci i młodzieży, pochodzących ze środowisk wiejskich lub małomiasteczkowych, poprzez organizowanie i wspieranie różnych form kształcenia i spędzania wolnego czasu.

## Życie prywatne
Sławomir Lachowski pasjonuje się bieganiem maratonów i wspinaczką wysokogórską. Przebiegł ponad 30 maratonów, w tym w Nowym Jorku, Chicago, Berlinie, Warszawie oraz 7 razy mBank Maraton w Łodzi, który zorganizował w mieście, gdzie jest  siedziba banku. Wspiął się między innymi na Aconcagua, Ojos del Salado, Iztaccihuatl, Mt. Whitney, Denali, Elbrus, Mt. Vinson i Mont Blanc.

## Odznaczenia i wyróżnienia
- Krzyż Kawalerski Orderu Odrodzenia Polski[24] (2005)
- Srebrny Krzyż Zasługi[25]
- Człowiek Polskiego Internetu[26] (2005)
- Top Manager Roku[27] w kategorii finanse i ubezpieczenia w konkursie organizowanym przez miesięcznik Manager Magazine, Polską Konfederację Pracodawców Prywatnych Lewiatan i KPMG (2007)

## Publikacje

### Książki
- Acting on Values. Leadership in Turbulent Times”. Kindle Edition. Studio Emka 2015
- Od wartości do działania. Przywództwo w czasach przełomowych. Studio Emka Warszawa 2013
- DROGA ważniejsza niż cel. Wartości w życiu i biznesie. Studio Emka Warszawa 2012
- It’s The Journey Not The Destination. Values in Life and Business. Guide to Management by Values. Kindle Edition. Studio Emka 2012
- Disruptive Innovation in Banking: A Business Case in Low-Cost Finance. How to Win Against the Leaders by Creating Strategic Competitive Advantage and Real Value for Customers. Kindle Edition. Studio Emka 2012
- Droga innowacji. Pracuj ciężko, baw się, zmieniaj świat. Studio Emka Warszawa 2010

### Artykuły
- Restrukturyzacja portfela kredytów trudnych banku komercyjnego w okresie transformacji. Studium przypadku: Powszechny Bank Gospodarczy SA w Łodzi. „Bank i Kredyt” 1995, 5
- Wpływ regulacji podatkowych na wybór ścieżki restrukturyzacji złego długu. „Bank i Kredyt” 1996, 1–2
- Proces prywatyzacji banków w Polsce – sukcesy i porażki. „Bank i Kredyt” 1997, 11
- Kierunki rozwoju polskiego systemu bankowego. „Bank” 1997, 12
- Procesy konsolidacji sektora bankowego. Niezwykłe przyspieszenie. „Bank” 1998, 1
- Prywatyzacja sektora bankowego jako czynnik wspomagający długofalowy wzrost gospodarczy (I) i (II). „Bank i Kredyt”, 1998, 7–8 oraz 9
- Praca w e-biznesie. „Zarządzanie Zasobami ludzkimi”. IPiSS Warszawa 2002, 2 (wsp. Nina Georgiew)
- Firma w firmie – kiedy tradycyjna firma musi szybko działać, by wygrać. „Harvard Business Review Polska” 2003, 7
- Kryzys długiego dystansu. „ThinkTank Magazine” 2009, 2

### Opracowania
- Restructuring of a Bad Debt Portfolio in a Commercial Bank in the Midst of an Economic Transition Period. Case Study: Powszechny Bank Gospodarczy w Łodzi. CASE, Studies&Analyses 1995, 57
- The Process of Privatising Banks in Poland: Successes and Failures of a Multitrac Path. OECD Advisory Group on Privatisation, Eleventh Plenary Session: Banks and Privatisation, Rome 1997
- System finansowy w Polsce – stan obecny i perspektywy rozwoju. CASE, Raporty CASE 1997, 8